# Hodiny (kniha)
Hodiny (anglicky The Hours) je modernistický román Michaela Cunninghama. Vyšel roku 1998 (New York), roku 1999 byl oceněn Pulitzerovou cenou, v roce 2002 zfilmován. Do češtiny přeložil Miroslav Jindra.
Román je literární poctou spisovatelce Virginii Woolfové, popisuje jeden běžný den tří ženských postav (Virginie Woolfová, Paní Dallowayová a Paní Brownová), podobně jako Virginie Woolfová v Paní Dallowayové popisuje jediný den Paní Dallowayové. Původně zamýšlený název Paní Dallowayové byl ostatně „Hodiny“.
Osudy postav se odehrávají v různých časových rovinách, přesto se dějové linie na konci knihy mírně protnou.

## Děj

### Prolog
Začíná druhou světovou válkou (rok 1941) a Virginia Woolfová spáchá sebevraždu, utopí se. Napsala dopisy Vanesse (sestra) a Leonardovi (manžel). V tom Leonardově píše, že s ním byla šťastná, ale už nedokáže žít se svou duševní chorobou a tohle východisko pro ni bylo jediným možným řešením.

### Paní Dallowayová
Clarissin příběh je jakousi aluzí k Paní Dallowayové. Příběh Clarissy Vaughanové se odehrává v New Yorku koncem 20. století. Clarisse přezdívá „Paní Dallowayová“ její bývalý homosexuální přítel Richard, který je v pokročilém stadiu AIDS. Clarissa je zhruba padesátiletá lesba a žije se svou přítelkyní Sally (naproti tomu Paní Dallowayová si svou lásku k Sally plně neuvědomila a nepřiznala si ji) dala by se označit jako moderní emancipovaná žena, je majitelkou nakladatelství. Clarissa jde koupit květiny na oslavu (stejně začíná i Paní Dallowayová), kterou připravuje pro Richarda, ten má převzít literární cenu (Carrouthrsovu cenu), za svou poezii. Clarissa o Richarda, kvůli jeho nemoci, pečuje. Richard je zahořklý, odmítá převzít cenu, myslí si, že je oceněn jen proto, že je nemocen.
Navštívil ji Louis, profesor herectví a ex-partner Richarda. Když ho opouštěl, tak nasedl na vlak do Madridu, kde několik dnů bezcílně žil, slíbil Clarisse, že přijde na oslavu.
Setkává se se svou, feminismem líznutou, dcerou Julií a její kamarádkou Mary. Své dceři příliš nerozumí, nejsou si příliš blízké.
Richard před slavnostním ceremoniálem spáchá sebevraždu, vyskočí z okna, protože už nechtěl žít jako ubožák a nechtěl se ani účastnit ceremoniálu. Clarissa mu v sebevraždě chtěla zabránit, ale selhala, což si velmi vyčítá.
Osmdesátiletá Laura Brownová navštíví Clarissu, Sally a Julii, kvůli smrti svého syna Richarda (Richieho). Richie o své matce často psal ve své poezii, o tom jak odešla od rodiny, o tom jak se pokusila spáchat sebevraždu. Lauře zemřel manžel na rakovinu, dcera (Richardova sestra) při automobilové nehodě, ale ona pořád žije a pochová svého syna.
S Richardem zemřela i Paní Dallowayová, protože už nežije nikdo, kdo by ji tak říkal, zůstává tak je Clarissa Vaughanová.

### Paní Woolfová
Příběh Virginie Woolfové je inspirován skutečností, odehrává se na předměstí Londýna (Richmond) v roce 1923. Virginie žije se svým mužem Leonardem a píše Paní Dallowayovou, přemýšlí nad tím, jaký osud ji přichystá, chce třeba, aby spáchala sebevraždu.
Virginii Navštíví její sestra Vanessa, přijede mnohem dříve, než byly domluvené, což Virginii velmi rozhodilo.
Po odjezdu Vanessy Virginie touží alespoň na chvíli odjet, v Richmondu „se dusí“, chtěla by opět žít v Londýně. Virginie jde tedy na vlakové nádraží, vlak Londýna ji už ale odjel, při čekání na další spoj ji potká Leonard a Virginie s ním musí zpět domů. Nepřiznala se mu, že chtěla odjet do Londýna, protože Leonard by velmi zuřil. Žijí v Richmondu kvůli Virginiině psychické chorobě.
Leonard nakonec svolil k tomu, aby se opět přestěhovali do Londýna, což udělalo Virginii obrovskou radost.

### Paní Brownová
Její příběh se odehrává v roce 1949 v Los Angeles. Laura je ženou v domácnosti, před nezajímavým životem utíká k literatuře, čte Paní Dallowayovou, kniha ji naprosto nadchla. Má tříletého syna Richieho a čeká druhé dítě. Její manžel, Dan, má zrovna narozeniny, ona na jeho oslavu připravuje dort. První upečený dort ji neuspokojil svým vzhledem, tak ho vyhodí a peče druhý dort. Navštíví ji sousedka Kitty, chce, aby pohlídala jejího psa, musí totiž k doktorovi, má nádor v děloze. Kitty ji také přátelsky políbila. Laura se o ni velmi obává.
Laura odjela autem do hotelu, zaplatila si pokoj na celou noc, ale zůstala jen pár hodin a četla si Paní Dallowayovou. Chtěla na chvíli od všeho utéct, chtěla být sama. Nemohla už vydržet v domě s dítětem. Také myslí na Kitty. Svůj „únik“ do hotelu si později velmi vyčítá.
Oslava narozenin je hezká, Laura má z oslavy radost a snad je i šťastná, ale připadá si trochu jako „duch“, vnímá svět kolem sebe, ale neangažuje se v něm, připodobňuje si to ke čtení, cítí se být jen pozorovatelkou okolního dění.

## Filmová adaptace
- 2002 – Hodiny, americký film. Režie: Stephen Daldry, hrají: Meryl Streep, Julianne Moore, Nicole Kidman, Allison Janney, Ed Harris.[1]

## Opera
Dne 22. listopadu 2022 měla v Metropolitní opeře v New Yorku premiéru stejnojmenná opera skladatele Kevina Putse na námět této knihy. Libreto napsal Greg Pierce.